# Ошламучаш
Ошламуча́ш (рос. Ошламучаш, марій. Ошламучаш Тумер) — присілок у складі Медведевського району Марій Ел, Росія. Входить до складу Шойбулацьке сільського поселення.

## Населення
Населення — 22 особи (2010; 23 у 2002).
Національний склад (станом на 2002 рік):
- лучні марійці — 96 %